# Sankt Tryfons kapell
Sankt Tryfons kapell (bulgariska: Параклис "Свети Трифон"; translitteration: Paraklis ''Sveti Trifon'') är ett bulgariskt-ortodoxt kapell beläget i utkanten av staden Bobosjevo, i kommunen Obsjtina Bobosjevo i regionen Kjustendil, i västra Bulgarien.
Kapellet är helgat åt helgonet Sankt Tryfon av Campsada och tillhör Sofias stift.

## Historik
Sankt Tryfons kapell började byggas den 30 oktober 2004 och stod klart 2007.